# Oxytropis spicata
Oxytropis spicata là một loài thực vật có hoa trong họ Đậu. Loài này được (Pall.) O.Fedtsch. & B.Fedtsch. miêu tả khoa học đầu tiên.